# Otterberg (Verbandsgemeinde)
Otterberg est une Verbandsgemeinde (collectivité territoriale) de l'arrondissement de Kaiserslautern dans la Rhénanie-Palatinat en Allemagne. Le siège de cette Verbandsgemeinde est dans la ville de Otterberg.
La Verbandsgemeinde de Otterberg consiste en cette liste d'Ortsgemeinden (municipalités locales):

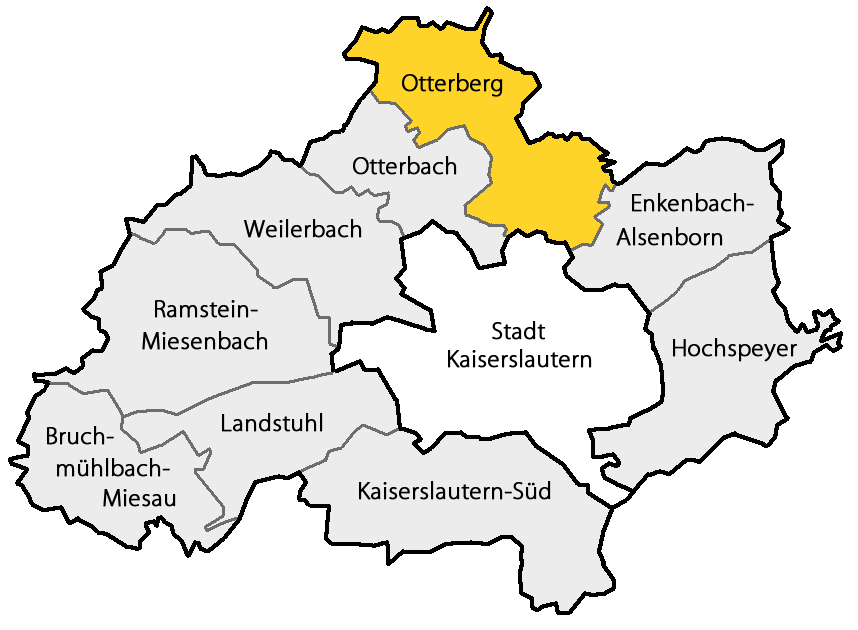
Localisation du Verbandsgemeinde de Otterberg dans l'arrondissement de Kaiserslautern

1. Heiligenmoschel
2. Niederkirchen
3. Otterberg
4. Schallodenbach
5. Schneckenhausen